# 滿洲映畫協會

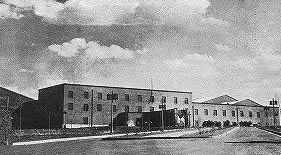
满映厂房旧照（现为长影旧址博物馆）

株式会社满洲映画协会，简称“满映”:2558，是满洲国最大的电影机构，於1937年在新京特别市（今长春市）成立，次年在北平成立分支機構新民映畫協會:2558。满映既具有公司的性质，也有明显的国家宣传机构的特点:2558，其存在12年期間為亚洲最大的电影公司。

## 满映存续的八年
1923年满铁设立弘报系，内设电影拍摄机构“映画班”，主要负责拍摄纪录片，后沿革为满洲国总务厅弘报处下设的映画班（负责电影审查）。1933年，关东军参谋小林少佐（后任关东军报道班长）提出设立满洲国电影统制机构，成立以小林少佐为首的“满洲电影国策研究会”。1936年（康德3年、昭和11年）7月提出“满洲电影对策树立案”，建立电影国策审议委员会和准备委员会，关东军参谋长坂垣征四郎少将任审议委员会委员长，关东军参谋稻村丰二郎中佐任准备委员会委员长。1937年8月2日，满洲国国务院通过《电影国策案》，决定投资五百万元设立“株式会社满洲映画协会”。8月14日，满洲国政府颁布《株式会社满洲映画协会法》26条，并指定了设立委员会人员。同年8月21日下午，由设立委员会主持，在日满军人会馆召开“满洲映画协会创立总会”，第一任理事长由新京市长金壁东兼任，专任董事林显藏（满铁庶务课长、专任理事），下设总务、业务、制作3个部。1939年11月，曾任满洲国民政部警务司长的甘粕正彦被任命为满映的第二任理事长。1941年，满洲国国务院成立中央巡映委员会。1942年，满洲国政府把全国各地电影院的建立、管理交给满映，至1943年末共管理电影院213座。至1943年，满映的卫星机构有满洲电影总社（经营全满洲的电影院，组织小型巡回放映等）、满映光音工业株式会社、新京音乐团、满洲恒化工业株式会社、满洲音盘配给株式会社、满洲杂志社等。
满映成立之初，总部设在新京的日毛大楼二楼，暂时借用宽城子站的一座仓库作为临时摄影棚。满映新厂房由日本东京照像化学研究所建筑师增谷麟仿照德国乌法电影制片厂的建筑形式及布局进行设计，日本清水组施工，工程造价250万元，于1937年10月动工，1939年11月在洪熙街602号（今长春市红旗街1118号长春电影制片厂址）落成。新址占地16万平方米，建筑面积20,294平方米，包括一座办公楼、六座摄影棚、一座录音室、一座洗印间及大道具厂等附属建筑。满映拥有宽大的拍摄场地及精良的设备，其摄影效果达到当时世界最高水準，成为当时亚洲最大的电影企业。现仅存的满映主楼和小白楼两座建筑，被定为全国重点文物保护单位。
满映当时生产的影片分为“娱民”、“启民”和“时事”三种影片。在满映存续的八年间，共拍摄故事片108部、教育片及纪录片189部，编辑发行《满映通讯》（日语版）307号、《满映时报》（汉语版）313号、《满洲儿童》55号，同时做了大量“日满协和”的宣传。

## 满洲国覆灭后

### 满映解体
1945年，满洲国在八月風暴行動中被苏联灭国。时任满映理事长的甘粕正彦於同年8月11日下令日本职员及家属共一千余人全部集中并于13日乘坐火车撤往沈阳，但后又被迫返回。8月17日，满映职员领取遣散费，日籍每人分得5,000元，中国职员按照工作年限与工资分得300元至3,000元不等。8月20日，满映解体，甘粕正彦服毒自杀。同日下午5点，甘粕正彦于满映電影棚举行葬礼，数人出席葬礼并送行。

### 中共接收
在中国共产党在长春地下党刘健民、赵东黎的主導下，1945年8月下旬，中国共产党组建了东北电影技术者联盟和东北电影演员联盟。9月上旬，两“联盟”合并，改称东北电影工作者联盟。在接收满映时，共产党与国民政府争夺接收满映，最终共产党抢先接收。1945年9月中旬，满映看守理事和田日出吉向联盟移交权力和资产。10月1日，东北电影工作者联盟成立了东北电影公司，它是中国共产党直接领导建立的一座正规电影制片厂。1945年11月初，延安干部田方、许珂受东北局派遣，接管领导东北电影公司。11月27日，中国国民党国民革命军东北行营控制下的长春第七警察分局逮捕了东北电影公司中的中共党员与亲中共分子，关押七天后，在苏军要求下释放。此时由于外交大局，中共在长春市区既无政权也无驻军，遂成立“东影驻吉林办事处”应变，并在厂区加挂苏联影片输出公司，主要任务为苏联影片加印中、朝、日字幕。同时，苏军派驻一个班进驻厂区警卫。
1946年1月22日，宋美龄飞抵长春，东影拍摄了《蒋夫人访问长春》电影纪录片。
1946年2月，东北局宣传部长凯丰在抚顺组建了接管东影的工作小组，有袁牧之、延安电影团先遣小组的钱筱璋、田方、许珂等。1946年3月，小组试图进入长春，但未能成功。1946年4月，东北民主联军占领长春，4月18日，舒群持东北民主联军周保中将军签署的命令，正式接管了原满映的设备器材，东北局任命舒群为东北电影公司总经理，张辛实为副总经理，袁牧之为顾问，田方为制作部顾问，钱筱璋为秘书，许珂为经理室秘书。后受战局影响，1946年5月东北电影公司将大部分的器材搬迁至现在的黑龙江省鹤岗市，约100人的半数日籍员工随共产党北撤。1946年5月13日至26日间，大多数员工与物资设备均被转移至黑龙江省各地区，亦有一批职工发生动摇留在了哈尔滨或回到长春。6月上旬，东影搬迁到兴山（今鹤岗），共包括职工180余人（其中中国籍100人、日籍81人）。8月27日，延安电影团20余人抵达兴山。8月，电影演员于洋、李文修逃离国民党控制的“长制”，经哈尔滨到兴山。1946年10月1日，东北电影公司改名东北电影制片厂，是为现长春电影制片厂的前身。1946年年底，袁牧之替换舒群任厂长，副厂长吴印咸、张辛实，党支部书记兼艺术处长陈波儿，秘书长田方。
1946年5月24日，国军占领长春。5月26日，国民党中央宣传部派金山（实为中共间谍）接收满映。7月7日正式成立“长春电影制片厂”（现在一般简称其为“长制”，与现今的简称为“长影”的中华人民共和国的长春电影制片厂相区别），金山任厂长。期间，长制拍摄了影片《松花江上》，颂扬了东北人民抗日斗争的精神。解放军开始围攻长春后，金山接到中共的指示，于是长春电影制片厂人员从1947年12月起至1948年4月间分四批离开长春，解放军夺取长春前夕仅剩下10余人。1948年10月20日，田方代表共产党接收国民政府长春电影制片厂留下的设备。1949年4月初，东北电影制片厂迁回长春，1955年2月改名为长春电影制片厂（简称“长影”）。2013年，遗留建筑以长春电影制片厂早期建筑之名列入第七批全国重点文物保护单位中的近现代重要史迹及代表性建筑。

### 职员安置
戰後在日本的東橫映畫，成為安置从满映撤出的电影人的“托盘”公司，後與大泉映畫、東京映畫配給合組為東映。

### 影片母帶保存
满映一部分资料胶片后来流失到苏联。日本人发现后出高价买回胶片，编成了30集的录像带，在日本发售，当时售价三十万日圆。在日本的中國友好人士发现后向日本方面交涉，1995年5月，日本同意向中国政府赠送部分资料，一共带来了两套录像带资料，其中包括三部故事片，如《晚香玉》《皆大欢喜》等；还有一些纪录片。现在这两套录像带资料一套保存在中国电影资料馆，另一套保存在长春电影制片厂。

## 研究和紀念
儘管滿映由日本人和滿洲國人主導創作，但由於其為長春電影制片廠的前身，且有不少日本電影人留任顧問直至1950年代初，满映在中華人民共和國中國電影博物館的常設展仍佔一席之地。1990年，北京中華書局就出版了中文專著《滿映─國策電影面面觀》，较为中立地介绍了满映及其出品的电影。相反，跟与滿映同在日本佔領區，由汪精卫国民政府主导创立的中華電影公司却在中华人民共和国主导的中國電影史叙事中被长期忽略，尽管公司大多是中國電影人而非日本人主導电影創作。

## 電影
- 1938年：

1. 《壯志燭天》：導演坪井與
2. 《明星的誕生》：導演松本光庸
3. 《七功圖》：導演矢原禮三郎
4. 《萬里尋母》：導演坪井與
5. 《知心曲》：導演高原富士郎
6. 《大陸長虹》：導演上砂泰蔵
7. 《蜜月快車》：導演上野真嗣，杜寒星、李香蘭的處女作；
8. 《田園春光》：導演高原富士郎
9. 《國法無私》：導演水ケ江龍一

- 1939年：

1. 《國境之花》：導演水ケ江龍一
2. 《富貴春夢》：導演山內英三・上野真嗣・鈴木重吉
3. 《冤魂復仇》：導演大谷俊夫
4. 《慈母涙》：導演水ケ江龍一
5. 《真假姊妹花》：導演高原富士郎
6. 《煙鬼》：導演水ケ江龍一
7. 《東遊記》：導演大谷俊夫，與日本東寶映畫合作拍攝，1940年在日本公映；
8. 《鐵血慧心》（美しき犠牲）: 導演山內英三，1941年在日本公映；
9. 《白蘭之歌》：導演渡邊邦男，與日本東寶映畫合作拍攝

- 1940年：

1. 《愛焰》：導演山內英三
2. 《現代日本》：導演大谷俊夫
3. 《如花美眷》：導演荒牧芳郎
4. 《情海航程》：導演水ケ江龍一
5. 《誰知她的心》：導演朱文順
6. 《有朋自遠方來》：導演水ケ江龍一
7. 《風潮》：導演周曉波
8. 《藝苑情侶》：導演大谷俊夫
9. 《流浪歌女》：導演山內英三
10. 《人馬平安》：導演高原富士郎
11. 《王屬官》：導演高橋紀・藤川研一
12. 《新生》：導演高原富士郎
13. 《現代男兒》：導演山內英三
14. 《地平線上》：導演荒牧芳郎
15. 《大地秋光》：導演島田太一
16. 《劉先生回顧》：導演山內英三
17. 《都市的洪流》：導演周曉波
18. 《胖痩閙》：導演新田稔
19. 《黎明曙光》：導演山內英三，與日本松竹映畫、大同劇團合作

- 1941年：

1. 《籬畔花香》：導演宋紹宗
2. 《她的秘密》：導演朱文順
3. 《雙妹涙》：導演水ケ江龍一
4. 《新婚記》：導演朱文順
5. 《天上人間》：導演周曉波
6. 《雨暴花殘》：導演山內英三
7. 《巾幗男兒》：導演王則
8. 《運轉時來》：導演高原富士郎
9. 《明星日記》：導演山內英三
10. 《黃金夢》：導演大谷俊夫
11. 《鏡花水月》：導演大谷俊夫
12. 《花瓶探索》：導演水ケ江龍一
13. 《串難交響樂》：導演張天賜
14. 《夢幻曲》：導演周曉波
15. 《鐵漢》：導演山內英三
16. 《家》：導演王則
17. 《園林春色》：導演周曉波
18. 《奇童歴險記》：導演徐紹周
19. 《荒唐英雄》：導演張天賜
20. 《滿庭芳》：導演王則
21. 《青春進行曲》：導演張天賜
22. 《王麻子膏藥》：導演朱文順
23. 《小放牛》：導演王則
24. 《玉堂春》：導演王心齋
25. 《夜未明》：導演張天賜
26. 《春風野草》：導演水ケ江龍一
27. 《龍爭虎鬥》（共上、下兩集）： 導演水ケ江龍一

- 1942年：

1. 《迎春花》：導演佐々木康，日本松竹映畫代攝；
2. 《胭脂》：導演大谷俊夫
3. 《瓔珞公主》：導演山內英三
4. 《黃河》：導演周曉波
5. 《歌女恨》：導演朱文順
6. 《一順百順》：導演王心齋
7. 《雁南飛》：導演楊葉
8. 《皆大歡喜》：導演王心齋
9. 《黒痣美人》：導演劉國權、笠井輝二
10. 《花和尚魯智深 水滸傳初集》：導演水ケ江龍一
11. 《娘娘廟》：導演水ケ江龍一
12. 《愛的微笑》：導演丁明
13. 《雁南飛》：導演楊葉
14. 《恨海難填》：導演朱文順
15. 《黑瞼賊 》（共上、下兩集）：導演張天賜
16. 《豹子頭林沖 水滸傳第二集》：導演朱文順

- 1943年：

1. 《誓ひの合唱》：導演島津保次郎 ，與日本東寶映畫合作。
2. 《碧血艷影》：導演劉國権
3. 《求婚啓示》：導演王心齋
4. 《銀翼戀歌》：導演大谷俊夫
5. 《白馬劍客》：導演張天賜
6. 《富貴之家》：導演周曉波
7. 《劫後鴛鴦》：導演朱文順
8. 《千金花子》：導演王心齋
9. 《燕青與李師師》：導演張天賜
10. 《白雪芳蹤》：導演朱文順
11. 《今朝帶露歸》：導演楊葉
12. 《莎韻之鐘》：導演清水宏，與日本竹下映畫加茂片場合作，臺灣總督府出資。
13. 《萬世流芳》：導演張善琨、卜萬蒼、朱石麟、馬徐維邦、楊小仲，與上海中華電影公司、中華聯合製片公司合作，1944年在日本公映。

- 1944年：

1. 《可怕的蝨子》（虱は怖い） : 導演加藤泰通
2. 《軍官學校》：導演加藤泰通
3. 《晩香玉》：導演周曉波
4. 《綠林外史》：導演王心齋
5. 《好孩子》：導演池田督
6. 《愛與仇》：導演笠井輝二
7. 《血濺芙蓉》：導演廣瀬數夫
8. 《夜襲風》：導演廣瀬數夫
9. 《影城風光》：導演大谷俊夫
10. 《王順出世記》（妙掃狼煙）: 導演大谷俊夫
11. 《化雨春風》：導演佚名
12. 《一代婚潮》：導演周曉波
13. 《百花亭》：導演張天賜
14. 《月弄花影》：導演廣瀬數夫
15. 《我的夜鶯》（私の鶯）：導演島津保次郎，與日本東寶映畫合作。

- 1945年：

1. 《虎狼鬥艶》：導演大谷俊夫、池田督
2. 《芝蘭夜曲》：導演朱文順
3. 《蘭花特攻隊》：導演笠井輝二
4. 《蘇小妹》：導演木村莊十二
5. 《大地逢春》：導演周曉波
6. 《夜半鐘聲》：導演王心齋

## 著名演员
- 李香蘭
- 浦克
- 劉恩甲
- 李明
- 白玫
- 鄭曉君
- 夏佩傑
- 王啟民
- 張奕
- 張敏（凌元）
- 于洋
- 孟虹
- 張冰玉